# Asbjørn Hellemose
Asbjørn Hellemose, né le 15 janvier 1999 à Galten, est un coureur cycliste danois.

## Biographie
Asbjørn Hellemose obtient son premier résultat notable en avril 2017, lorsqu'il se classe quatrième du Grand Prix Bati-Metallo chez les juniors (moins de 19 ans). En 2018, il court au Danemark pour le Hammel Cykle Klub. Il est membre ensuite une saison de la Team OK Kvickly Odder. Lorsqu'il devient étudiant, il déménage à l'automne 2019 à Côme en Italie et devient membre du Velo Club Mendrisio de l'autre côté de la frontière en Suisse. Il s'illustre sur les courses montagneuses du circuit amateur italien. En 2020, il termine cinquième du Tour de Lombardie amateurs et neuvième du Tour d'Italie espoirs. En 2021, il est cinquième du Tour d'Italie espoirs et sixième du Giro del Belvedere. Lors du Tour de la Vallée d'Aoste, il se classe deuxième de la troisième étape et dixième du classement général.
En août 2021, ses résultats lui permettent d'obtenir un contrat de stagiaire au sein de l'équipe World Tour américaine Trek-Segafredo. En 2022, il passe professionnel chez Trek-Segafredo,. Au cours de ses deux années dans l'équipe, il n'obtient aucun résultat notable et ne décroche aucun top 10. En conséquence son contrat n'est pas renouvelé. N'ayant pas trouvé d'autre équipe professionnelle en 2024, il retourne chez les amateurs au sein du Swatt Club, une équipe italienne de gravel. Il participe principalement à des courses du circuit mondial de gravel, obtenant plusieurs tops 10, dont un podium.
En 2025, il fait son retour chez les professionnels au sein de l'équipe World Tour Jayco AlUla.

## Palmarès
- 2020
  - Martigny-Mauvoisin
  - Coire-Arosa

## Classements mondiaux
| Année                                 | 2020  | 2021  | 2022  | 2023 |
| ------------------------------------- | ----- | ----- | ----- | ---- |
| Classement mondial                    | 1292e | 1415e | 1732e | 777e |
| UCI Europe Tour                       | 989e  | 1007e | 1133e | nc   |
|                                       |       |       |       |      |
| Légende : nc = non classéSource : UCI |       |       |       |      |